# Phyllophorus liuwutiensis
Phyllophorus liuwutiensis is een zeekomkommer uit de familie Phyllophoridae.
De wetenschappelijke naam van de soort werd in 1937 gepubliceerd door P.F. Yang.